# 大学コンソーシアム富山
大学コンソーシアム富山（だいがくコンソーシアムとやま、英称：Consortium of Universities in Toyama）は、富山県内に所在する高等教育機関（大学および高等専門学校）によって構成される連携組織。コンソーシアム事務局は富山市内に置かれている。

## 概要
富山県内に所在する高等教育機関の相互の協力により、研究、教育などの連携を推進し、もって地域社会との繋がりや相互の結びつきを深め、教育研究のさらなる向上に寄与するとともに、それぞれの機関の知的資源を有効に活用して地域社会に貢献することを目的に設置された。

## 沿革
- 1997年（平成  9年）11月　富山県大学長懇話会発足
- 2001年（平成13年）12月　富山県大学連携協議会発足
- 2005年（平成17年）12月　富山県大学長懇話会の機能を富山県大学連携協議会に統合
- 2012年（平成24年）  8月　「大学コンソーシアム富山設立及び運営に関する覚書」の調印
- 2013年（平成25年）  4月　大学コンソーシアム富山設立
- 2018年（平成30年）  4月　大学コンソーシアム富山「駅前キャンパス」開設、事務局移転

## 事業
- 単位互換
- 合同企業訪問
- グローバルチャレンジ入門講座
- 学生による地域フィールドワーク研究助成
- 学生地域リーダー塾
- 高大連携セミナー
- 地域課題解決事業
- 富山県進学パンフレット
- 駅前キャンパス研修室
- 大学連携講演
- 産学官金ネットワーク会議

## 加盟団体

### 大学
- 富山大学
- 富山県立大学
- 高岡法科大学
- 富山国際大学

### 短期大学
- 富山短期大学
- 富山福祉短期大学

### 高等専門学校
- 富山高等専門学校